# Muteb Al-Mufarrij
Muteb Abdullah Al-Mufarrij (in arabo متعب عبدالله المفرج‎?; Riad, 19 agosto 1996) è un calciatore saudita, difensore dell'Al-Taawoun e della nazionale saudita.

## Carriera

### Club
Ha giocato nella prima divisione saudita.

### Nazionale
Ha giocato nella nazionale saudita Under-19.
Nel 2019 ha giocato 3 partite con la nazionale maggiore saudita.

## Palmarès

### Club

#### Competizioni nazionali
- Campionato saudita: 1

Al Hilal: 2020-2021
- Coppa del Re dei Campioni: 1

Al-Hilal: 2019-2020

#### Competizioni internazionali
- AFC Champions League: 1

Al-Hilal: 2021